# Madera (Wu Xing)

Ideograma chino para la Madera.

En filosofía china, la madera (en caracteres chinos: 木; en pinyin: mù), a veces traducido como árbol, es el primero de los cinco elementos y representa la primera fase del Wu Xing: el crecimiento de la materia, o la fase del crecimiento de la materia.
La madera se asocia a la primavera, al este, al planeta Júpiter, al color verde, al viento, y al Dragón Azul (Qing Long) de los Cuatro Símbolos. El color azul también representa a la madera.
A este primer elemento le siguen el fuego (火, huǒ), la tierra (土, tǔ), el metal (金, jīn) y el agua (水, shǔi).

## Atributos
En la medicina china tradicional, la Madera gobierna el hígado (yin) y la vesícula (yang), y el órgano sensorial asignado son los ojos. La emoción negativa asociada con la Madera es la ira, mientras las emociones positivas son el optimismo, el altruismo y la paciencia. Asimismo, el sabor ácido y los procesos de flexibilizar y enderezar están asociados a este elemento.
A la Madera se le asigna el número 8, el instrumento musical que le corresponde es el laúd y el cereal asociado es el trigo.
La energía yang de la Madera es menor y el elemento llama a la acción de «incitar a los 10,000 seres a crecer».

## Astrología
En la astrología china la Madera, como atributo de Júpiter, está incluida en los diez troncos celestes. Es decir, es uno de los cinco elementos en sus formas, yin y yang, combinados a su vez con las doce ramas terrestres, o signos zodiacales chinos, para formar el llamado ciclo sexagesimal de 60 años.
La Madera también gobierna los signos del zodiaco chino: tigre y conejo.

## Ciclo de Wu Xing

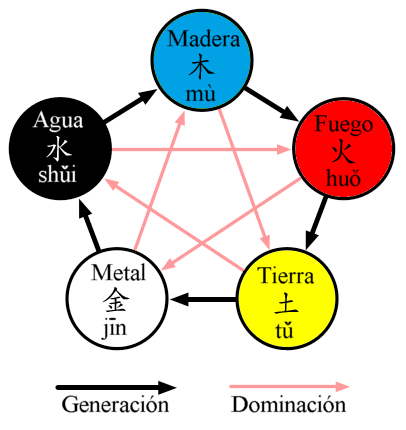
Interacción de los cinco elementos desde la cosmología taoísta.

En el ciclo de generación o regenerativo (生; sheng) del Wu Xing (también llamado ciclo de creación):
- el Agua engendra a la Madera, «ya que la lluvia y el rocío hacen que las plantas florezcan"; y[3]
- la Madera engendra al Fuego ya que «el fuego se genera al frotar dos piezas de madera" y puede ser alimentado por la madera.[10]

En el ciclo de conquista o dominación (克; ke, también llamado estrella de la destrucción):
- la Madera vence a la Tierra al unirlo con las raíces de los árboles y extraer sustento del suelo;[3]

- el Metal vence la Madera ya que el hacha de metal es capaz de hacer caer al árbol más alto.[11]